# 七溴化磷
七溴化磷是一种无机化合物，化学式 PBr7。它是磷的其中一种溴化物。在一般情况下，它会形成棱柱型的晶体。PBr7可以由溴和五溴化磷的混合物升华而成。
PBr5+Br2->PBr7
这个化合物具有 PBr4+ 阳离子和三溴阴离子 (Br3–) ，三溴阴离子也不对称。